# Spizella
Spizella là một chi chim trong họ Emberizidae.

## Các loài
- Spizella arborea
- Spizella atrogularis
- Spizella breweri
- Spizella pallida
- Spizella passerina
- Spizella pusilla
- Spizella wortheni